# La Revue socialiste

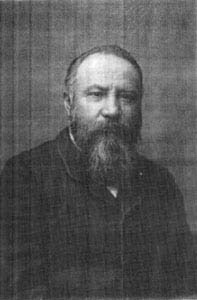
Benoît Malon

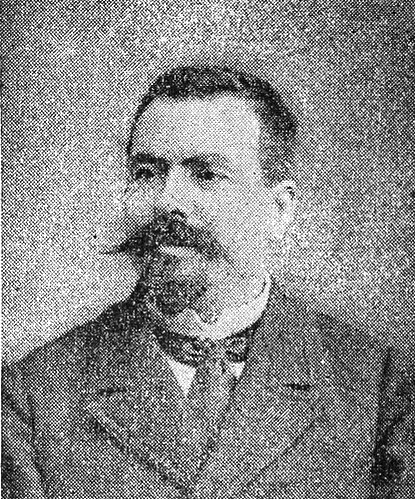
Gustave Rouanet

Die La Revue socialiste war eine französische sozialistische Zeitschrift, die 1885 von Benoît Malon gegründet wurde und mit mehreren Unterbrechungen und Titeländerungen bis 2017 erschien.

## Geschichte
Die von Benoît Malon (1841–1893), einem ehemaligen Kommunarden, der sich autodidaktisch zum Journalisten entwickelt hatte, gegründete Zeitschrift wurde zu „einer Institution des französischen Sozialismus der Dritten Republik“. Georges Renard war sein Nachfolger von 1894 bis 1898, auf den Gustave Rouanet bis 1905, Eugène Fournière(1871–1941) bis 1914 und schließlich Albert Thomas (1914) folgten.
Von 1885 bis 1893 veröffentlichte die Revue socialiste mehrere antisemitische Artikel, aber danach spielte Gustave Rouanet eine entscheidende Rolle bei der Theoretisierung des sozialistischen Antirassismus und seiner praktischen Umsetzung. Dies wurde durch Arbeiten des Historikers Étienne Rouannet (nicht verwandt mit seinem Beinahe-Namensvetter) hervorgehoben. Alle sozialen, politischen, wirtschaftlichen und kulturellen Debatten der Zeit wurden in der Zeitschrift behandelt. Auch feministische Themen wurden behandelt, wie die Mitarbeit von Marie Bonnevial und Thilda Harlor zeigt.
Die Zeitschrift wurde 1925 von Jean Longuet, dem Enkel von Karl Marx und sozialistischen Aktivisten, unter dem Namen Nouvelle revue socialiste in Zusammenarbeit mit Ludovic-Oscar Frossard wiederbelebt. Sie wurde 1931 nach einer letzten Ausgabe, die von Jean Longuet und Amédée Dunois gemeinsam herausgegeben wurde, erneut eingestellt und erschien 1946 unter ihrem alten Namen unter der Leitung von Ernest Labrousse bis zur Krise der EVG (1954), gefolgt von Etienne Weill-Raynal und schließlich Roger Pagosse. Sie wurde 1974 unter dem Namen Nouvelle Revue Socialiste von François Mitterrand wiedergegründet, der sie Maurice Bennassayag anvertraute; dieser wurde von Françoise Castro und dann bis 1986 von Alain Meyer unterstützt.
In den 1980er Jahren geriet die Zeitschrift erneut in Schwierigkeiten, obwohl zwischen 1987 und 1992 ein Versuch unter der Leitung von Gérard Collomb, Jacques Huntziger und Alain Houlou unternommen wurde. Sie wurde jedoch erneut aktiviert, nachdem sie die Form von Vendredi-idées (1992–1993, Leitung Henri Weber) angenommen hatte, und erschien 1999 erneut unter dem alten Titel La Revue socialiste und unter der Leitung desselben Henri Weber (1999–2005), dann von Jean-Christophe Cambadélis (bis 2008) und schließlich von Alain Bergounioux (* 1949) (bis 2017). Zuletzt erschien die Ausgabe 65 im März 2017 zur Unterstützung der Kandidatur von Benoît Hamon.

## La Revue socialiste von 1880
1880 existierte eine Zeitung mit demselben Namen. In dieser sind auch Artikel von Karl Marx erschienen. Auf Gallica wird diese Zeitschrift als La Revue socialiste (Saint-Cloud) bezeichnet.